# محمد بن أبي زينب
محمد بن أبي زينب المقلاص الأسدي يكنى أبو الخطاب ويكنى أبا إسماعيل أيضا، ويكنى أيضا أبا الظبيان محدث شيعي من أصحاب جعفر الصادق ، كان مستقيما في بداية أمره وبعدها أظهر الغلو وتبرأ ولعنه جعفر الصادق ، وتنسب إلية فرقة الخطابية وهي فرقة منقرضة من غلاة الشيعة ، ثم أختلف الشيعة في الأخذ بروايته في حال استقامته فمنهم من قبلها ومنهم من ردها

## ماقيل فيه

### جعفر الصادق
- قال:«سمعت أبا عبد الله(عليه السلام) يقول: وذكر أبا الخطاب، فقال: اللهم العن أبا الخطاب، فإنه خوفني قائما وقاعدا، وعلى فراشي، اللهم أذقه حر الحديد».»[3]
- وقال:«قال رجل لأبي عبد الله(عليه السلام) : أؤخر المغرب حتى تستبين النجوم، فقال: خطابية، إن جبرئيل أنزلها على رسول الله(ص) حين سقط القرص»[4]
- وقال:«سمعت أبا عبد الله(عليه السلام) يقول: لعن الله أبا الخطاب، ولعن من قتل معه، ولعن الله من بقي منهم، ولعن الله من دخل قلبه رحمة لهم».»[5]
- وذكر الكشي الكثير من الروايات على لسان جعفر الصادق تتبرأ منه وتلنعه[6]

### الشيعة
- الخوئي:«و المتحصل من هذه الروايات، أن محمد بن أبي زينب كان رجلا ضالا مضلا، فاسد العقيدة»[2]
- أبو علي الحائري:«هو ابن مقلاص لعنه الله.»[7]
- العلامة الحلي:«لعنه الله، غال ملعون»[8]
- الشيخ الطوسي:«ملعون غال، يكنى مقلاص»[9] وقال:«ولأجل ذلك عملت الطائفة بما رواه أبو الخطاب محمد ابن أبي زينب  في حال استقامته وتركوا ما رواه في حال تخليطه»[10]
- التفرشي:«ثم روى الكشي رواية  كثيرة تدل على كفره ولعنه، لعنه الله»[11]
- ابن الغضائري:«لعنه الله. أمره شهير وأرى ترك ما يقول أصحابنا: " حدثنا أبو الخطاب في حال استقامته»[12]
- وغيرها الكثير من أقوالهم في لعنه وكفره

### السنة
الشهرستاني:«أصحاب أبي الخطاب محمد بن أبي زينب الأسدي الأجدع مولى بني أسد، وهو الذي عزا نفسه إلى أبي عبد الله جعفر بن محمد الصادق رضي الله عنه. فلما وقف الصادق على غلوه الباطل في حقه تبرأ منه ولعنه، وأمر أصحابه بالبراءة منه. وشدد القول في ذلك، وبالغ في التبري منه واللعن عليه. فلما اعتزل عنه ادعى الإمامة لنفسه»

## المصدار
1. ↑  "اختيار معرفة الرجال - الشيخ الطوسي - ج ٢ - الصفحة ٥٧٥". shiaonlinelibrary.com. مؤرشف من الأصل في 2020-02-11. اطلع عليه بتاريخ 2021-03-30.
2. 1 2  "محمد بن أبي زينب | رجال الحديث". rejal.masaha.org. مؤرشف من الأصل في 2020-10-28. اطلع عليه بتاريخ 2021-03-30.
3. ↑  "كليات في علم الرجال - الشيخ السبحاني - الصفحة ٤١٤". shiaonlinelibrary.com. مؤرشف من الأصل في 2013-05-20. اطلع عليه بتاريخ 2021-03-30.
4. ↑  "اختيار معرفة الرجال - الشيخ الطوسي - ج ٢ - الصفحة ٥٧٦". shiaonlinelibrary.com. مؤرشف من الأصل في 2021-03-30. اطلع عليه بتاريخ 2021-03-30.
5. ↑  "بحار الأنوار - العلامة المجلسي - ج ٢٥ - الصفحة ٢٨٠". shiaonlinelibrary.com. مؤرشف من الأصل في 2020-01-30. اطلع عليه بتاريخ 2021-03-30.
6. ↑  "اختيار معرفة الرجال - الشيخ الطوسي - ج ٢ - الصفحة ٥٧٦". shiaonlinelibrary.com. مؤرشف من الأصل في 2021-03-30. اطلع عليه بتاريخ 2021-03-30.
7. ↑  "منتهى المقال في أحوال الرّجال". books.rafed.net. مؤرشف من الأصل في 2021-03-30. اطلع عليه بتاريخ 2021-03-30.
8. ↑  "خلاصة الأقوال - العلامة الحلي - الصفحة ٣٩٢". www.shiaonlinelibrary.com. مؤرشف من الأصل في 2021-03-30. اطلع عليه بتاريخ 2021-03-30.
9. ↑  "رجال الطوسي - الشيخ الطوسي - الصفحة ٢٩٦". shiaonlinelibrary.com. مؤرشف من الأصل في 2021-03-30. اطلع عليه بتاريخ 2021-03-30.
10. ↑  "عدة الأصول (ط.ج) - الشيخ الطوسي - ج ١ - الصفحة ١٥١". shiaonlinelibrary.com. مؤرشف من الأصل في 2021-03-30. اطلع عليه بتاريخ 2021-03-30.
11. ↑  "نقد الرجال - التفرشي - ج ٤ - الصفحة ٣٢٨". shiaonlinelibrary.com. مؤرشف من الأصل في 2020-04-19. اطلع عليه بتاريخ 2021-03-30.
12. ↑  "رجال ابن الغضائري - أحمد بن الحسين الغضائري الواسطي البغدادي - الصفحة ٨٨". shiaonlinelibrary.com. مؤرشف من الأصل في 2021-03-30. اطلع عليه بتاريخ 2021-03-30.
13. ↑  أبو الفتح الشهرستاني (1968)، الملل والنحل، تحقيق: عبد العزيز محمد الوكيل، القاهرة: مؤسسة الحلبي وشركاه، ج. 1، ص. 179، QID:Q125915475 – عبر المكتبة الشاملة